# Tefta Tashko-Koço
Tefta Tashko-Koço (Fayún, 2 de noviembre de 1910-Tirana, 22 de diciembre de 1947) fue una cantante soprano albanesa. Fue una figura destacada en la industria de la música regional y es considerada una de las personalidades más influyentes del siglo XX en el mundo de habla albanesa.
Fue galardonada póstumamente con el título de Artista del Pueblo.

## Biografía
Tefta Tashko-Koço nació el 2 de noviembre de 1910 en el seno de una familia albanesa que vivía en Fayún, Egipto. En 1921, la familia se mudó a Korçë, Albania, y en 1927, Tefta se fue a Francia a estudiar canto en el Conservatoire de Montpellier. De 1932 a 1936, estudió canto en el Conservatorio de París con André Gresse, Declamation lyrique con Salignac y Maintien y Art Mimique con G. Wague. En 1936, regresó definitivamente a Albania, donde interpretó música de cámara y de ópera, así como canciones urbanas albanesas. Se le pidió que hiciera encores varias veces en cada concierto cuando actuó en Albania.
Grabó canciones líricas urbanas albanesas para la Sociedad de Columbia en Italia en 1937 y 1942, y fue una intérprete habitual en Radio Tirana desde su fundación en 1938.
Tefta Tashko fue acompañada por Lola Gjoka y cantó canciones escritas específicamente para ella por el compositor de música albanés Kristo Kono.

Más tarde se casó con Kristaq Koço y tuvieron un hijo juntos, Eno Koço, actualmente director musical y académico. Tefta Tashko murió inesperadamente en 1947, con solo 37 años.

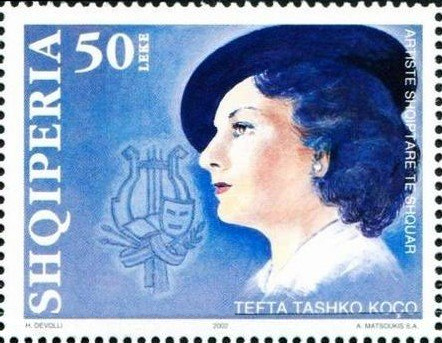
Tashko Koço en un sello postal de Albania de 2002

## Retrato
Una pintura hecha por Myrteza Fushekrati y realizada en 1976, con dimensiones de 100x120 cm, fue dedicada a esta artista. Hasta 1990 estuvo expuesta en la Galería de Arte de Tirana.